# Larry J. Merlo
Larry J. Merlo, född 1956, är en amerikansk företagsledare som är president och vd för apoteksföretaget CVS Health Corporation sedan maj 2010 respektive mars 2011. Han har arbetat inom CVS sen 1990 när koncernen förvärvade apotekskedjan Peoples Drug,  och haft höga chefspositioner sen 2000 som bland annat COO mellan maj 2010 och mars 2011
Han avlade en farmaceutexamen vid University of Pittsburgh School of Pharmacy.
Den 8 februari 2016 blev Merlo utsedd till ledamot i styrelsen för den politiska intresseorganisationen Business Roundtable.